# Diccionario biográfico
Un diccionario biográfico es un tipo de obra de consulta de naturaleza historiográfica caracterizada por recopilar biografías de diversos personajes relacionadas con una época o tema determinado. Este tipo de obras, muy presentes en la cultura árabe y musulmana y existentes ya desde los tiempos de Al-Ándalus, se han venido publicando hasta la actualidad con contenido de las más variopintas materias.
Los diccionarios biográficos, redactados con frecuencia por varios autores, en ocasiones contienen personajes secundarios de gran interés para el lector en busca de información. En palabras de Ibn Jallikan, autor de uno de estos diccionarios, incluyen «a todos aquellos que tienen renombre [que son conocidos entre las gentes] y acerca de los cuales se quiere saber más». En ocasiones se circunscriben a un determinado país, constituyendo los denominados «diccionarios biográficos nacionales».

## Ejemplos
Son ejemplos de diccionarios biográficos títulos como Dictionary of American Biography, Diccionario biográfico español, Diccionario biográfico de los italianos, The Biographical Dictionary of British Feminists, Dizionario biografico universale, Dictionnaire de biographie française, Norsk Biografisk Leksikon y Allgemeine Deutsche Biographie, entre otros muchos.